# 3359 Purcari
A 3359 Purcari (ideiglenes jelöléssel 1978 RA6) a Naprendszer kisbolygóövében található aszteroida. Nyikolaj Sztyepanovics Csernih fedezte fel 1978. szeptember 13-án.